# گای کارلتون
گای کارلتون (انگلیسی: Guy Carlton; ۱۶ ژانویهٔ ۱۹۵۴ – ۱۱ مهٔ ۲۰۰۱) وزنه‌بردار اهل ایالات متحده آمریکا بود.
وی در مسابقات کشوری و بین‌المللی در مجموع برندهٔ ۱ مدال نقره شده‌است.